# مكونات أحيائية
المكونات الأحيائية أو المكون الحيوي هي مجموعة عوامل تؤثر على البيئة تشترك فيها أحياء. أي أنها تآثر بين بعض أنواع الأحياء مع البيئة.
هذا بعكس ما يسمى مكونات لاأحيائية، وهي عوامل تؤثر على البيئة ولكنها لا تكون من الكائنات الحية.

## تأثيرات على البيئة
معيشة أنواع كثيرة من الأحياء في منطقة معينة يجعل بعضها يؤثر على بعض الآخرين. وقد يكون هذا التأثير إيجابيا للحياة أو سلبيا:
- تطفل: تأثير سلبي على أحد الأنواع

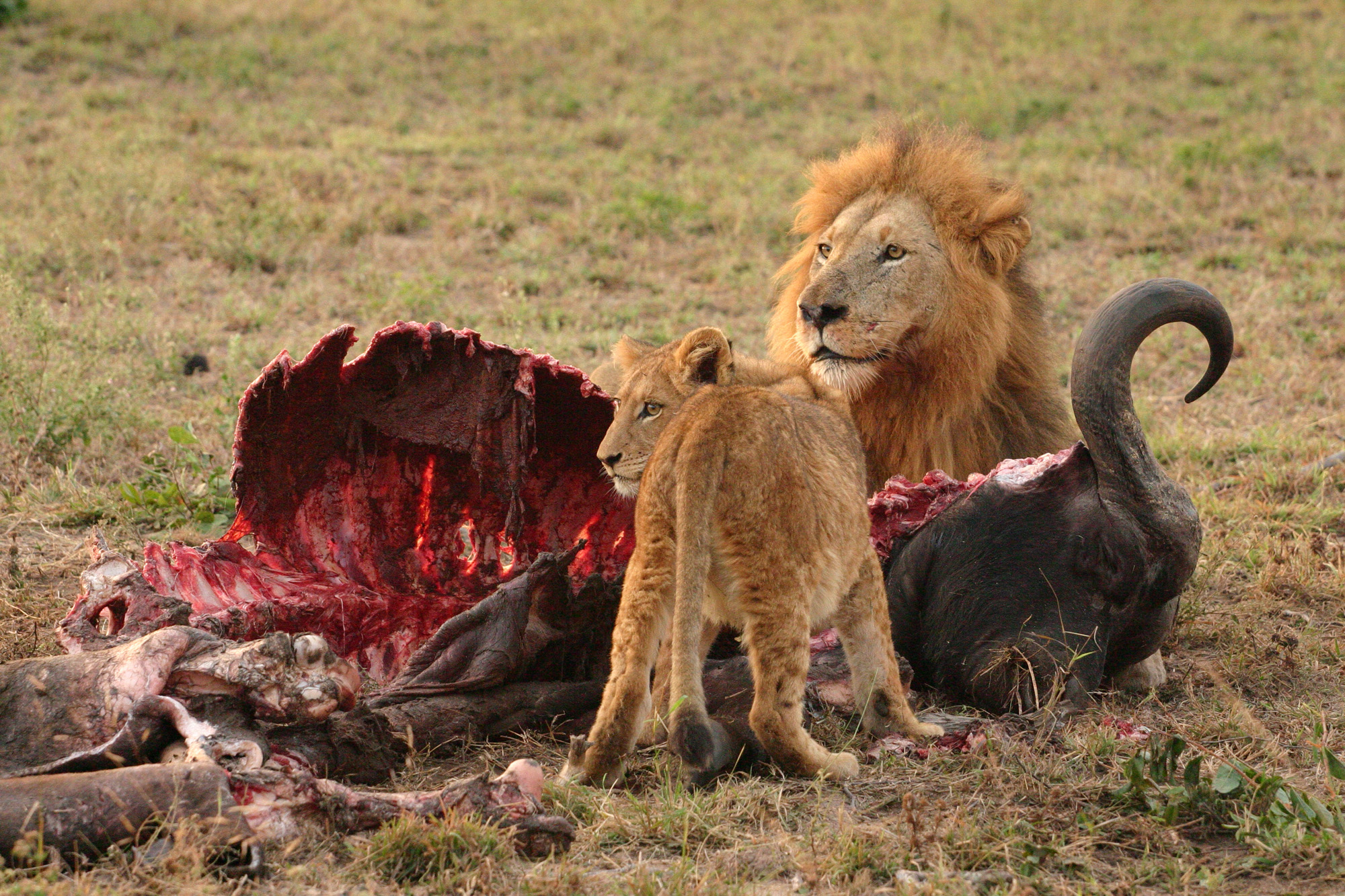
افتراس:أسد وشبل يتغذيان من ثور افترساه.

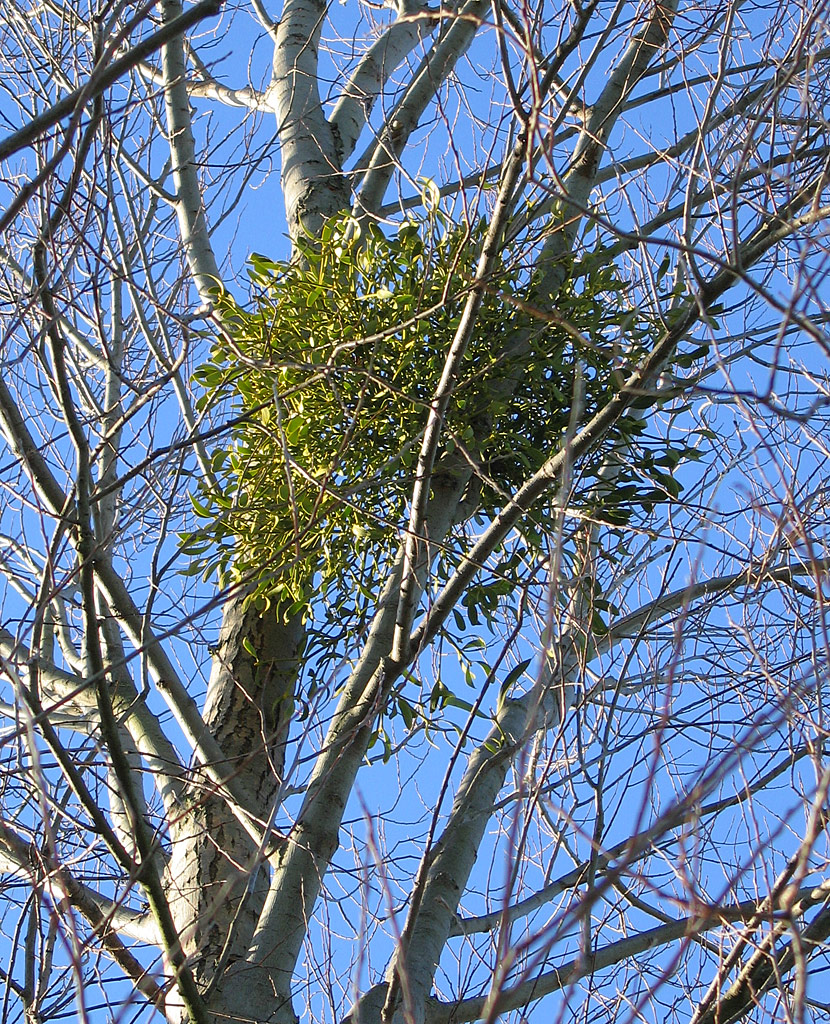
نبات دبق متطفل على شجرة فضبان. يسمى الدبق «طفيل» وتسمى شجرة القضبان «عائل».

  - منافسة: سلبي على النوعين المتنافسين، ويتأثر به الخاسر أكثر من المنتصر.
  - تطفل: يستفيد خلاله طفيل من عائل من دون ان يكسب منه العائل شيئا
  - افتراس: فيها يستفيد المفترس، وتخسر الغنيمة
  - تساغب: تفيد أحد الانواع ولا يستفيد منها الآخر
- تعادل معيشي: عدم حدوث تآثر بين نوعين
- Probosces: لا تؤثر تأثيرا سلبيا، ولكن يستفيد منها طرف آخر على الأقل في نظام بيئي
  - مطاعمة: يستفيد منها طرف من غير أن يتأثر الطرف الآخر
  - تعايش: يستفيد فيها الطرفان
    - تنافع: تعايش يستفيد منه النوعين
    - تعاون: مثلما بين قطعان أغنام وماشية
    - إيثار
    - تكاثر
- تآثر مجتمعي
  - سلوك اجتماعي: سلوك أعضاء النوع الواحد تجاه بعضهم البعض.مثل معيشة النمل في بيت واحد بغرض البقاء على الحياة والتكاثر.

## اقرأ أيضا
- مكونات لاأحيائية
- بيئة طبيعية
- نمط حياتي